# Афтон (Оклахома)
Афтон (англ. Afton) — місто (англ. town) в США, в окрузі Оттава штату Оклахома. Населення — 734 особи (2020).

## Географія
Афтон розташований за координатами 36°41′47″ пн. ш. 94°57′28″ зх. д. / 36.69639° пн. ш. 94.95778° зх. д. (36.696468, -94.957850).  За даними Бюро перепису населення США в 2010 році місто мало площу 5,23 км², уся площа — суходіл.

## Демографія
Згідно з переписом 2010 року, у місті мешкало 1049 осіб у 406 домогосподарствах у складі 265 родин. Густота населення становила 201 особа/км².  Було 488 помешкань (93/км²).
Расовий склад населення:
| - 71,0 % — білих - 17,7 % — корінних американців - 0,6 % — азіатів - 0,2 % — чорних або афроамериканців - 1,1 % — осіб інших рас |

До двох чи більше рас належало 9,3 %. Частка іспаномовних становила 3,1 % від усіх жителів.
За віковим діапазоном населення розподілялося таким чином: 29,8 % — особи молодші 18 років, 54,4 % — особи у віці 18—64 років, 15,8 % — особи у віці 65 років та старші. Медіана віку мешканця становила 34,3 року. На 100 осіб жіночої статі у місті припадало 91,8 чоловіків;  на 100 жінок у віці від 18 років та старших — 81,3 чоловіків також старших 18 років.
Середній дохід на одне домашнє господарство  становив 37 670 доларів США (медіана — 30 000), а середній дохід на одну сім'ю — 44 750 доларів (медіана — 40 909). Медіана доходів становила 34 375 доларів для чоловіків та 27 750 доларів для жінок. За межею бідності перебувало 33,6 % осіб, у тому числі 42,8 % дітей у віці до 18 років та 21,2 % осіб у віці 65 років та старших.
Цивільне працевлаштоване населення становило 340 осіб. Основні галузі зайнятості: освіта, охорона здоров'я та соціальна допомога — 23,8 %, виробництво — 11,2 %, публічна адміністрація — 10,6 %.